# Киевленко, Евгений Яковлевич
Евгений Яковлевич Киевленко (1923—2000) — советский и российский геолог, доктор геолого-минералогических наук (1970).

## Биография
Родился 7 октября 1923 года в Москве.
Участник войны.
Работал в системе «Кварцсамоцветы». В 1951—1955 геолог волынской экспедиции, начальник партии и главный геолог Нижне-Тунгусской экспедиции.
С 1955 г. работал во Всесоюзном научно-исследовательском институте синтеза минерального сырья (ВНИИСИМС): старший научный сотрудник, начальник геологической лаборатории.
В 1958 г. назначен начальником геологоразведочного отдела, с октября 1961 по май 1971 г. главный геолог 6-го Главного управления Министерства геологии и охраны недр СССР.
Занимался поисками и разведкой месторождений стратегического сырья для радиотехнической промышленности, в первую очередь — исландского шпата. При его активном участии открыты и введены в эксплуатацию крупнейшие месторождения пьезооптического кварца, горного хрусталя, исландского шпата, жильного кварца.
В 1973 году разработал собственную классификацию камней, используемых для создания ювелирных украшений. Эта классификация носила промышленно-прикладной характер и, также как используемая до этого в СССР классификация М. Бауэра — А. Е. Ферсмана, разделяла все камни на три группы, состоящие из нескольких порядков.
В 1970-90-х годах главный геолог Комплексной геологической экспедиции ВШПО (Всесоюзное шестое производственное объединение) (с 1977 г. — экспедиция «Центркварцсамоцветы»).
Умер 5 марта 2000 года после тяжёлой продолжительной болезни
Последняя фундаментальная работа «Геология самоцветов» была опубликована в 2001 году, уже после смерти учёного.
Образцы минералов, собранные Е. Я. Киевленко в экспедициях, находятся в экспозиции Минералогического музея имени А. Е. Ферсмана РАН (Москва).

## Награды и премии
- Государственная премия СССР (1970, в составе группы геологов: Е. Я. Киевленко, И. А. Золотухин, К. К. Атабаев, Ф. П. Плакин, А. В. Скропышев) — за разработку новой прогрессивной технологии обогащения исландского шпата, повысившей выход кондиционного материала, увеличившей запасы месторождений.
- Заслуженный геолог Российской Федерации (1999)
- два диплома «Первооткрыватель месторождения» (за исландский шпат)
- Орден Отечественной войны II степени